# Le Beugnon

Le Beugnon este o comună în departamentul Deux-Sèvres, Franța. În 2009 avea o populație de 320 de locuitori.